# 沽券
沽券 (こけん)は、近世日本において、家屋敷の売渡しを証する書面をいう。沽券状とも。
町役人・五人組が立会いのもとで土地の売買が行われ、契約書である沽券が作成されたので、沽券は土地権利証としても機能した。契約書であるため土地の明細の他に売買代金も記載され、土地の価値を証明するものとされ、これから転じて「沽券に関わる」という慣用句が生じた。当時、火災が多発し家屋がしばしば消失したため、沽券に家屋の情報は記載されなかった。
土地を担保にする場合も、町役人・五人組が契約に立ち合い、町役人が担保物件の沽券を完済まで預かった。
売買契約書であるため町割りから一度も売買が行われていない土地には沽券が存在しない。また江戸開府にまでさかのぼる地主は「草分け地主」とよばれた。

## 沽券帳類
取引に関わる町役人邸には、家屋敷毎に所持者の移動を記録した沽券帳(水帳)、沽券状の控を載せる沽券状帳など、沽券状の記録が残され、沽券紛失時等における一種の不動産登記簿として機能した。また、奉行所は、町役人などに、沽券状を元にして、屋敷割を示した絵図「沽券図（沽券地図）」の作成を命じた。沽券図には個々の町屋敷の間口、奥行、沽券金高（売買価格）、地主名、家守名（屋敷の管理者）のほか道路や上水、下水、橋梁などが記載されている。